# Деметрий Монферратский
Деметриус Монферратский (итал. Demetrio di Monferrato; греч. Δημήτριος Μομφερρατικός, 1205, Салоники — 1230, Амальфи) — король Фессалоникского государства с 1207 по 1224 год.
Деметриус был сыном фессалоникского короля, маркиза Бонифация Монферратского и Маргариты, дочери венгерского короля Белы III и вдовы византийского императора Исаака II Ангела. В результате поражения Византийской империи в ходе Четвёртого крестового похода на части её территории была образована Латинская империя, куда входили несколько государств крестоносцев. Одним из которых было Фессалоникское королевство. Первым его королём стал Бонифаций. Брак с Маргаритой упрочил его позиции и обеспечил поддержку Византии. Деметриус, родившийся в Фессалонике в 1205 году, получил своё имя в честь святого Дмитрия Солунского, покровителя Фессалоники.
В 1207 году Бонифаций погиб в сражении с болгарами, а болгарский царь Калоян осадил Фессалонику. Осада закончилась тем, что он сам погиб. Деметриус должен был быть провозглашён королём, но против него был составлен заговор ломбардских баронов с целью привести к власти его сводного брата, монферраткского маркиза Вильгельма VI. Это вызвало недовольство императора Латинской империи Генриха I Фландрского, который самолично в 1208 году прибыл в Фессалонику. Бароны, которых возглавлял Умберто II Бьяндратский, закрыли перед ним городские двери и выставили ряд требований. Генрих затянул время, притворившись, что принимает условия, после чего вошёл в город, Маргарита отказалась от требований баронов, а Генрих 6 января 1209 года короновал Деметриуса. Позднее действия императора были подтверждены папой Иннокентием III.
Умберто по-прежнему контролировал гарнизоны крупнейших крепостей крестоносцев в Эгейской Македонии, таких как Серре и Кавала, так что Генрих вынуждены был начать войну и взял Серре, но не смог взять Кавалу. Надеясь достичь взаимопонимания, Генрих вызвал рыцарей Фессалоникского королевства на парламент в Равеннике, но многие рыцари не явились. Император вынужден был продолжить войну, и в конце концов нанёс поражения Умберто Бьяндратскому. Он также в 1210 году отразил эпирское нападение на Фессалонику и оставил своего младшего брата Эстасия регентом при короле Деметриусе.
В 1216 году, после смерти Генриха, новый латинский император Пьер де Куртенэ принял сторону ломбардских баронов и назначил королём Вильгельма VI Монферратского, после чего отправился в Италию. По дороге он попал в плен к эпирцам и был казнён их правителем Феодором Комнином Дукой, поэтому Вильгельм так и не занял фессалоникский трон.
В 1220-е годы сам правитель Эпира, Феодор Комнин Дука, вёл постоянную войну против Фессалоникского королевства, один за другим захватывая фессалоникские крепости. В 1222 году он заключил союз с Вильгельмом VI, и последний согласился отправить армию, возглавляемую Умберто Бьяндратским, на завоевание Фессалоники. Однако ещё до того, как эта армия дошла до Фессалоники, сам Феодор в декабре 1224 года взял город.
Деметриус вместе с католическим архиепископом бежал в Италию ко двору императора Священной Римской империи Фридриха II. Он участвовал вместе с императором в Шестом крестовом походе и умер в 1230 году в Амальфи. Формальные притязания на Фессалоникское королевство после его смерти перешли Фридриху II.